# Marco Verrio Flaco
Marco Verrio Flaco (en latín: Marcus Verrius Flaccus; Preneste, c. 55 a. C. - 20 d. C.) fue un gramático y profesor de escuela (grammaticus) de la Antigua Roma que ejerció bajo los reinados de César Augusto y de Tiberio.

## Vida
Era un liberto y se cree que debía su manumisión a Verrio Flaco, una autoridad en derecho pontificio; pero, por razones cronológicas, se ha sugerido el nombre de Veranio Flaco, quien escribía sobre los augures. Sus métodos de enseñanza, entre los que incitaba a la emulación entre los alumnos premiándoles con libros antiguos o raros, le valieron tal reputación, que fue llamado a la corte para educar a Cayo y Lucio, nietos de César Augusto. Se trasladó con toda su escuela y su salario se incrementó considerablemente bajo la condición de que no tomara nuevos estudiantes. Murió a una edad avanzada durante el reinado de Tiberio. Se levantó una estatua en su honor en Palestrina, en un nicho de mármol, con inscripciones extraídas de sus Fastos.

## Obras
Flaccus se distinguió en el campo de la filología y las investigaciones sobre antigüedades. 
De su obra más importante, De Verborum Significatu, se conserva parcialmente un epítome de 20 volúmenes escrito por Sexto Pompeyo Festo. Del calendario de fiestas romanas, Fasti Praenestini, grabado en mármol y ubicado en el foro de Palestrina, se descubrieron algunos fragmentos en 1771 a cierta distancia de la ciudad en un edificio cristiano de fecha más tardía y algunos otros extractos en el propio foro (en 1778). La colección fue incrementada posteriormente con dos nuevos fragmentos.
Entre las otras obras perdidas de Flaccus, se puede citar:
- De Orthographia : De Obscuris Catonis, una elucidación de los pasajes oscuros de Catón el Viejo.
- Saturnus, sobre cuestiones del rito romano.
- Rerum memoria dignarum libri, obra enciclopédica muy utilizada por Plinio el Viejo.
- Res Etruscae, probablemente sobre los augures.